# 1986 a sportban
1986 legfontosabb sporteseményei a következők voltak:
- január 25–26. Terepkerékpáros-világbajnokság, Lembeek
- január 27. – február 2. Műkorcsolya-Európa-bajnokság, Koppenhága
- február 2–11. Vitorlázó-világbajnokság, repülő hollandi osztály, Rio de Janeiro
- február 8–9. Női gyorskorcsolya-világbajnokság, Hága
- február 15–16. Férfi gyorskorcsolya-világbajnokság, Inzell
- február 20–23. Sílövő-világbajnokság, Oslo
- február 22–23. Fedett pályás atlétikai Európa-bajnokság, Madrid
- február 22–23. Gyorskorcsolya-sprintvilágbajnokság, Karuizava
- február 25. – március 8. Férfi kézilabda-világbajnokság, Svájc
- március 1–2. Légfegyveres-Európa-bajnokság, Helsinki
- március 7–9. Sírepülő-világbajnokság, Kulm
- március 17–23. Műkorcsolya-világbajnokság, Genf
- március 23. Mezeifutó-világbajnokság, Neuchâtel
- március 23. – április 1. Jégkorong-világbajnokság, B csoport, Eindhoven
- március 23. – április 1. Jégkorong-világbajnokság, C csoport, Puigcerdà
- március 24. A Hungaroring versenypálya átadása
- március 30. – április 5. Tollaslabda Európa-bajnokság, Uppsala
- április 5–13. Asztalitenisz-Európa-bajnokság, Prága
- április 8–28. jégkorong-világbajnokság, A csoport, Moszkva
- április 14–20. Birkózó-Európa-bajnokság, Pireusz
- április 29. – május 5. Vitorlázó-Európa-bajnokság, finn dingi osztály, Hyeres
- május 5–12. Súlyemelő-Európa-bajnokság, Karl-Marx-Stadt
- május 7. Az 1985–1986-os BEK-et az FC Steaua București nyeri
- május 8–18. Ökölvívó-világbajnokság, Reno
- május 8–11. Cselgáncs-Európa-bajnokság, Belgrád
- május 18–23. Teke-világbajnokság, München
- május 31. – június 29. 1986-os labdarúgó-világbajnokság, Mexikóváros, Puebla, Toluca, León, Irapuato, Guadalajara, Monterrey, Santiago de Querétaro, Nezahualcóyotl
- június 27–29. Íjász-Európa-bajnokság, İzmir
- július 5–20. Férfi kosárlabda-világbajnokság, Zaragoza, El Ferrol, Málaga, Tenerife, Barcelona, Ovideo, Madrid
- július 6–11. Vitorlázó-Európa-bajnokság, soling osztály, Warnemünde
- július 11–19. Vitorlázó-Európa-bajnokság, csillaghajó osztály Medemblik
- július 16–20. Junior atlétikai világbajnokság, Athén
- július 26. – augusztus 3. Vívó-világbajnokság, Szófia
- július 28.–október 8. Londonban és Leningrádban zajlik a Garri Kaszparov–Anatolij Jevgenyjevics Karpov közötti sakkvilágbajnoki visszavágó mérkőzés, amelyen Kaszparov megvédi címét
- augusztus 5–10. Öttusa-világbajnokság, Montecatini
- augusztus 8–17. Női kosárlabda-világbajnokság, Minszk, Vilnius, Moszkva
- augusztus 9. Motorvezetéses kerékpár-világbajnokság, Zürich
- augusztus 13–23. Úszó-, műugró- és szinkronúszó-világbajnokság, férfi és női vízilabda-világbajnokság, Madrid
- augusztus 15–17. Négyesfogathajtó-világbajnokság, Ascot
- augusztus 17–24. Evezős-világbajnokság, Nottingham
- augusztus 20–24. Kajak-kenu világbajnokság, Montréal
- augusztus 26–31. Atlétikai Európa-bajnokság, Stuttgart
- augusztus 28. – szeptember 7. Kerékpáros-világbajnokság, Colorado Springs
- szeptember 2–14. női röplabda-világbajnokság, Csehszlovákia
- szeptember 6–14. Sportlövő-világbajnokság, Suhl
- szeptember 18–21. Sportgimnasztika-Európa-bajnokság, Firenze
- szeptember 22–29. Vitorlázó-világbajnokság,  470-es osztály, Salou
- szeptember 25. – október 5. Férfi röplabda-világbajnokság, Franciaország
- október 19–26. Birkózó-világbajnokság, Budapest
- október 26. Alain Prost nyeri a Formula–1-es világbajnoki címet a McLaren csapat színeiben
- november 8–15. Súlyemelő-világbajnokság, Szófia
- november 14. – december 2. 27. nyílt és 12. női sakkolimpia, Dubaj
- november 27–29. Sportakrobatika-Európa-bajnokság, Rennes
- december 4–14. Női kézilabda-világbajnokság, Hollandia

## Születések

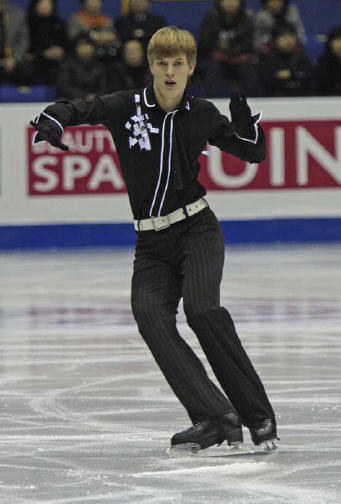
Tomáš Verner

- január 4. – Andro Bušlje, olimpiai, világ- és Európa-bajnok horvát válogatott vízilabdázó
- január 7. – Grant Leadbitter, angol labdarúgó
- január 11.
  - Oana Ban, olimpiai bajnok és világbajnoki ezüstérmes román tornász
  - Antonio Petković, olimpiai és világbajnoki ezüstérmes horvát vízilabdázó
- január 15. – Marija Vasziljevna Abakumova, világbajnok, olimpiai ezüstérmes orosz atléta, gerelyhajító
- január 16. – Paula Pareto, olimpiai és világbajnok, pánamerikai játékok győztes és pánamerikai bajnok argentin cselgáncsozó
- január 24. – Michael Kightly, angol labdarúgó
- február 3. – James DeGale,  olimpiai bajnok brit ökölvívó
- február 5.
  - Billy Sharp, angol labdarúgó
  - Reed Sorenson, amerikai NASCAR-versenyző
  - Jānis Strenga, olimpiai bajnok lett bobos
- február 9. – Ciprian Tătărușanu, román válogatott labdarúgó
- február 12.
  - Ronald Gërçaliu, albán születéstű osztrák válogatott labdarúgó
  - Marko Kopljar,  horvát válogatott kézilabdázó
- február 15. – Valeri Bozsinov, bolgár válogatott labdarúgó
- február 16. – Molnár Péter, világ- és Európa-bajnok magyar kajakozó
- február 17. – Steven Old, új-zélandi válogatott labdarúgó
- február 19.
  - Marta, olimpiai és világbajnoki ezüstérmes, Copa América és Pánamerikai Játékok győztes brazil női labdarúgó
  - Fabio Menghi, olasz motorversenyző
  - Bernhard Starkbaum, osztrák válogatott jégkorongozó, olimpikon
- március 3. – Csáki Viktória, magyar válogatott kézilabdázó, jobbszélső
- március 6.
  - Anthony Gonçalves, francia labdarúgó
  - Avdija Vršajević, bosnyák válogatott labdarúgó
- március 8.
  - Edgaras Voitechovskis, litván szabadfogású birkózó
  - Steffen Hagen, norvég válogatott labdarúgó
- március 15. – Kamionobe Megumi, japán válogatott labdarúgó
- március 20. – Rémi Saudadier, francia válogatott vízilabdázó
- március 22. – Daryl Gurney, északír dartsjátékos
- március 26. – Marcus Jahn, német labdarúgó, edző
- március 29.
  - Alen Blažević, horvát válogatott kézilabdázó
  - Cheikh N’Doye, szenegáli válogatott labdarúgó
- március 30. – Sergio Ramos, világbajnok és Európa-bajnok, Bajnokok Ligája-győztes spanyol válogatott labdarúgó
- április 1. – Haminu Dramani, ghánai válogatott labdarúgó
- április 2. – Ibrahim Afellay, marokkói labdarúgó
- április 4. – Labinot Harbuzi, svéd labdarúgó († 2018)
- április 5. – Albert Sevketovics Szelimov, orosz ökölvívó
- április 7. – Christian Fuchs, osztrák válogatott labdarúgó
- április 8. – Igor Vlagyimirovics Akinfejev, orosz válogatott labdarúgó
- április 9. – Mirna Jukić, horvát születésű, olimpiai és világbajnoki bronzérmes, Európa-bajnok osztrák úszónő
- április 11. – Tatyjana Anatoljevna Koszinceva, női orosz sakknagymester
- április 15. – Tom Heaton, angol válogatott labdarúgó
- április 16. – Paul di Resta, brit autóversenyző
- április 20. – Onur Kaya, belga labdarúgó
- április 22. – Marshawn Lynch, Super Bowl-győztes amerikai futballista
- április 23. – Valentina Szalamaha, ukrán származású azeri válogatott kézilabdázó
- április 25. – Quentin Westberg, francia születésű amerikai korosztályos válogatott labdarúgó
- április 27. – Gyinara Mihajlovna Szafina, olimpiai ezüstérmes tatár származású orosz hivatásos teniszezőnő
- április 28. – Adis Nurković, jugoszláv születésű koszovói válogatott labdarúgó
- május 3. – Mads Christiansen, olimpiai és Európa-bajnok dán válogatott kézilabdázó
- május 8. – Olekszij Hennagyijovics Antonov, ukrán válogatott labdarúgó
- május 10. – Pendjála Harikrisna, indiai sakknagymester
- május 14. – Josée Bélanger, olimpiai bronzérmes kanadai válogatott labdarúgó
- május 15. – Temes Bernadett, magyar válogatott kézilabdázó
- május 18. – Kevin Anderson, dél-afrikai hivatásos teniszező
- május 19. – Danny Havoc, amerikai profi pankrátor († 2020)
- május 23. – Rabo Saminou, nigeri válogatott labdarúgó
- május 28. – Sami Allagui, tunéziai válogatott labdarúgó
- június 2. – Sebastian Achim, román labdarúgó
- június 3.
  - Tomáš Verner, cseh műkorcsolyázó
  - Rafael Nadal, spanyol teniszező
- június 4. – Devon Petersen, dél-afrikai dartsjátékos
- június 7. – Abbos Atoyev üzbég ökölvívó
- június 18. – Richard Gasquet, francia teniszező
- június 19. – Thomas Raffl, osztrák válogatott jégkorongozó, olimpikon
- június 21. – Francisco Fernández, spanyol válogatott vízilabdázó
- június 24. – Jean, brazil válogatott labdarúgó
- június 26. – Jason Puncheon, angol labdarúgó
- június 27. – LaShawn Merritt, amerikai atléta
- június 28. – Petar Nenadić, Európa-bajnoki ezüstérmes szerb válogatott kézilabdázó
- július 2. – Florian Fromlowitz, U21-es labdarúgó-Európa-bajnok német labdarúgó
- július 5. – Jurij Volodimirovics Cseban, olimpiai és világbajnok ukrán kenus
- július 9. – Severo Meza, mexikói válogatott labdarúgó
- július 18. – Aaron Scott új-zélandi labdarúgó
- július 21. – Anthony Annan, ghánai válogatott labdarúgó
- július 25. – Rudá Franco, brazil válogatott vízilabdázó, olimpikon
- július 26. – Leonardo Ulloa, argentin labdarúgó
- július 30. – Elif Jale Yeşilırmak, Európa-bajnok és világbajnoki ezüstérmes török női szabadfogású birkózó
- augusztus 1. – Jelena Szergejevna Vesznyina, olimpiai bajnok orosz teniszezőnő
- augusztus 4. – Lazar Veselinović, szerb labdarúgó
- augusztus 7. – David Löfquist, svéd labdarúgó
- augusztus 13. – Jamagucsi Mami, japán válogatott labdarúgó
- augusztus 16. – Danny Ayres, angol salakmotoros († 2020)
- augusztus 17. – Marcus Berg, svéd válogatott labdarúgó
- augusztus 21. – Usain Bolt, olimpiai és világbajnok jamaikai atléta, sprinter
- augusztus 24. – Csha Dongmin, dél-koreai olimpiai bajnok, világbajnoki ezüstérmes taekwondózó
- augusztus 26. – Davide Rigon, olasz autóversenyző
- augusztus 30.
  - Azari Zsolt, magyar válogatott jégkorongozó
  - Nakano Manami, japán válogatott labdarúgó
- szeptember 1. – Gaël Monfils, francia teniszező
- szeptember 3. – Héra Imre, magyar sakkozó, nemzetközi nagymester
- szeptember 4. – Kaihori Ajumi, japán válogatott labdarúgó
- szeptember 5. – Bujka Barbara, Európa-bajnok magyar válogatott vízilabdázónő
- szeptember 6. – Danilson Córdoba, kolumbiai válogatott labdarúgó
- szeptember 7. – Dragoș Grigore, román válogatott labdarúgó
- szeptember 8. – Anton Alekszejevics Avgyejev, világbajnok orosz párbajtőrvívó
- szeptember 14. – Rácz Sándor, magyar atléta
- szeptember 15.
  - Taimuraz Friev, orosz születésű, spanyol szabadfogású birkózó
  - Tojoda Najuha, japán válogatott labdarúgó
- szeptember 16. – Kugler Attila, magyar kajakozó
- szeptember 23. – Eduarda Amorim, világbajnok brazil kézilabdázó
- szeptember 25. – Marcus Olsson, svéd jégkorongozó
- szeptember 30. – Joan Cañellas, világ- és Európa-bajnok spanyol kézilabdázó
- október 1. – Marek Łyszczarz, lengyel tornász
- október 3. – Malakai Tiwa, Fidzsi-szigeteki válogatott labdarúgó
- október 6. – Irina Jurjevna Bliznova, olimpiai és világbajnok orosz kézilabdázó
- október 9. – Laure Manaudou, olimpiai, világ- és Európa-bajnok francia úszó
- október 10. – Stephanie Labbé, olimpiai bronzérmes kanadai válogatott labdarúgó
- október 16.Franco Armani, Copa Libertadores, Recopa Sudamericana, és Copa América-győztes argentin válogatott labdarúgókapus
- október 25. – Roger Espinoza, hondurasi válogatott labdarúgó, olimpikon
- október 26. – Uwe Gensheimer, olimpiai bronzérmes német válogatott kézilabdázó
- november 5. – Yeisser Ramirez, kubai-amerikai párbajtőrvívó
- november 7. – Jérémy Cadot, Európa-bajnok, olimpiai ezüstérmes francia tőrvívó
- november 9. – Prince Tagoe, ghánai válogatott labdarúgó
- november 13. – Gémesi Csanád, világ- és Európa-bajnoki ezüstérmes magyar kardvívó
- november 15. – Szánija Mirza, indiai teniszező
- november 17.
  - Alexis Vastine, francia olimpiai bronzérmes ökölvívó († 2015)
  - Milan Gajić, szerb labdarúgó
- december 2. – Claudiu Keșerü, román válogatott labdarúgó
- december 9. – Daniel Pietta, német válogatott jégkorongozó, olimpikon
- december 11. – Lee Peltier, angol labdarúgó
- december 16. – Vincent Gérard, olimpiai ezüstérmes, világ-, és Európa-bajnok francia kézilabdakapus
- december 18. – Henrik Toft Hansen, olimpiai és Európa-bajnok dán kézilabdázó
- december 20.
  - Lőrincz Tamás, Európa-bajnok olimpiai és világbajnoki ezüstérmes, magyar birkózó
  - Johnny Palacios, hondurasi válogatott labdarúgó
- december 21.
  - Szergej Karimov, kazah labdarúgó, hátvéd († 2019)
  - Sébastien Siani, afrikai nemzetek kupája győztes kameruni válogatott labdarúgó
- december 24. – I Jong, dél-koreai válogatott labdarúgó
- december 29. – Derek Ryan, világbajnoki bronzérmes amerikai jégkorongozó
- december 30. – Florian Müller, német labdarúgó

## Halálozások
- január 12. – Juan Carlos Corazzo, uruguayi válogatott labdarúgó, edző (* 1907)
- január 15. – Fred Thomas, World Series bajnok amerikai baseballjátékos (* 1892)
- február 24. – Arthur Rydstrøm, olimpiai ezüstérmes norvég tornász (* 1896)
- február 27. – Barcza Gedeon, nemzetközi sakknagymester, sakkolimpiai bajnok, nyolcszoros magyar bajnok, mesteredző (* 1911)
- március 4. – Ljudmila Volodimirivna Rudenko, sakkozó, női sakkvilágbajnok (1950–1953) (* 1904)
- március 6. – Pelle István, kétszeres olimpiai bajnok tornász (* 1907)
- április 14. – Trygve Kristoffersen, olimpiai ezüstérmes norvég tornász (* 1892)
- május 28. – Paul Florence, amerikai baseballjátékos és amerikaifutball-játékos (* 1900)
- június 10. – Zauber Sámuel, zsidó származású román válogatott labdarúgókapus (* 1901)
- június 25. – Michele Mastromarino, olimpiai bajnok olasz tornász (* 1894)
- június 20. – Szepes Béla, síelő, gerelyvető olimpikon, karikaturista (* 1903)
- július 7. – Sven Johnson, olimpiai bajnok svéd tornász (* 1899)
- szeptember 8. – Hatlaczky Ferenc, olimpiai ezüstérmes, világbajnok kajakozó, építészmérnök (* 1934)
- szeptember 13. – Antonio Mota, mexikói válogatott labdarúgó, kapus (* 1939)
- szeptember 15. – Jaroslav Burgr, világbajnoki ezüstérmes csehszlovák válogatott labdarúgó (* 1906)
- október 15. – Larry Kopf, World Series bajnok amerikai baseballjátékos (* 1890)
- december 20. – George Pipgras, World Series bajnok amerikai baseballjátékos (* 1899)
- október 26. – Jackson Scholz, kétszeres olimpiai bajnok amerikai atléta (* 1897)
- november 12. – Ria Falk, olimpiai, világ- és Európa-bajnok német műkorcsolyázó (* 1922)
- november 10. – Ferdinand Daučík, világbajnoki ezüstérmes csehszlovák válogatott labdarúgó, edző (* 1910)
- november 26. – Pierre Pibarot, francia labdarúgó, edző (* 1916)
- december 14. – Johan Anker Johansen, olimpiai ezüstérmes norvég tornász (* 1894)